# 地標塔81
Vincom地标塔81，越南胡志明市平盛郡的摩天大樓，由Vingroup集團的子公司Vinhomes投資開發，高461.2米，包括81层，总面积24万多平方米。該大樓於2014年开始建设，2018年完工开放。現爲越南第一高樓、東南亞第二高樓，及世界第十八高樓。
地標塔81坐落在西貢河西岸，胡志明市舊城區北郊，緊靠西貢橋。地標塔81及其周邊地段屬高端物業項目Vinhomes Central Park，大樓内設酒店、会议设施、豪华公寓、餐厅、酒吧、多层观景台，以及一處高端零售空间，商鋪包括阿玛尼和勞力士。

## 歷史
2014年12月13日，地標塔81動工典禮正式舉行。地标塔81由英國阿特金斯集團設計，受越南竹捆结构启发，呼应越南文化中竹子象征团结一心、节节高升的文化意象。2018年4月10日，完成結構封頂。2018年7月27日，地標塔81正式完工開放，成爲其投資商母公司Vingroup集團25周年慶典的紀念工程。
2018年8月11日，地標塔第64層因焊接工程釀成火災，火勢很快得到控制，并未造成人員傷亡和財產損失。
地標塔81内設名爲Skyview的觀景臺，於2019年4月28日對外開放，位於大樓第79層至81層，高度在369.65米至382.65米之間，為全越南最高觀景臺。

## 功能區劃
下表是地標塔81各層功能區劃：
| 樓層         | 功能                                   |
| ------------ | -------------------------------------- |
| 79–81        | SkyView觀景臺                          |
| 78           | 机电层                                 |
| 42–46; 47-77 | Vinpearl酒店、餐廳、會所、咖啡廳、酒吧 |
| 46H          | 机电层                                 |
| 6–20; 22-41  | 住宅                                   |
| 21           | 机电层                                 |
| 5            | Vincom Center商場、休閑客房            |
| 4            | Vincom Center商場、休閑會所            |
| B1–3         | Vincom Center商场、电影院、溜冰场      |
| B2–B3        | 停車場                                 |

## 圖冊
- 地標塔81坐落在胡志明市北郊，西貢河西岸，緊鄰西貢橋
- 仰視
- 遠景航拍
- 周邊皆爲Vinhomes開發之物業項目
- 夜間景觀燈
- 2018年1月施工進度

## 外部連結
- 地标81网站 （页面存档备份，存于）